# بیماری حیات وحش
بیماری به عنوان کاهش در عملکرد طبیعی یک موجود زنده تعریف می‌شود که ممکن است ناشی از عوامل متعددی باشد و محدود به عوامل عفونی نیست. بیماری حیات‌وحش، نوعی بیماری است که یکی از میزبان‌های آن یک گونه از جانوران وحشی باشد. در بسیاری از موارد، جانوران وحشی می‌توانند به‌عنوان مخزن بیماری‌هایی عمل کنند که به حیوانات اهلی، انسان‌ها و سایر گونه‌ها منتقل می‌شوند. بیماری‌های حیات‌وحش می‌توانند از طریق تماس مستقیم بین دو حیوان یا به‌صورت غیرمستقیم از طریق محیط انتقال یابند. علاوه بر این، فعالیت‌های انسانی، به‌ویژه تجارت حیات‌وحش، زمینه انتقال میان‌گونه‌ای بیماری‌ها را فراهم کرده‌اند. در بررسی بیماری‌های حیات‌وحش، باید به روابط متعددی توجه کرد که در «الگوی سه‌گانه اپیدمیولوژیک» نمایان می‌شوند. این مدل به ارتباط میان عامل بیماری‌زا، میزبان و محیط اشاره دارد. راه‌های مختلفی برای آلوده شدن یک میزبان حساس به عامل بیماری‌زا وجود دارد، اما زمانی که میزبان آلوده شد، خود می‌تواند به منبعی برای انتقال بیماری به سایر میزبان‌ها تبدیل شود. در عین حال، عوامل محیطی نیز بر ماندگاری و گسترش پاتوژن‌ها از طریق جابجایی میزبان‌ها و تعامل آن‌ها با گونه‌های دیگر تأثیر می‌گذارند. یک نمونه کاربردی از این مدل، بیماری لایم است که تغییرات محیطی باعث تغییر در پراکنش این بیماری و ناقل آن، یعنی کنه شده است. افزایش اخیر در شیوع بیماری‌های حیات‌وحش، نگرانی‌هایی را در میان فعالان حوزه حفاظت از طبیعت ایجاد کرده، چرا که بسیاری از گونه‌های در معرض خطر، جمعیت کافی برای بازیابی پس از همه‌گیری محدود بیماری ندارند.

## انتقال

### غیرمستقیم
جانوران وحشی ممکن است از طریق ناقلان غیرمستقیم مانند محیط اطراف خود، در معرض عوامل بیماری‌زا قرار گیرند؛ از جمله با خوردن بیماری غذازاد، تنفس هوای آلوده، یا تماس با ادرار یا مدفوع آلوده یک موجود بیمار. این نوع انتقال معمولاً مربوط به پاتوژن‌هایی است که توانایی بقا در محیط را برای مدت طولانی دارند، چه در حضور میزبان و چه بدون آن.
یکی از شناخته‌شده‌ترین بیماری‌های حیات‌وحش که به‌صورت غیرمستقیم منتقل می‌شود، بیماری‌های پریونی هستند. این بیماری‌ها به دلیل ماندگاری بالای پریون‌ها در محیط، برای ماه‌ها پس از خروج از بدن میزبان از طریق ادرار یا مدفوع، همچنان قابلیت انتقال دارند. از جمله بیماری‌های پریونی در جانوران می‌توان به بیماری گوزن زامبی در گوزن‌ها، اسکرپی در گوسفندان و بزها، و انواع مختلف انسفالوپاتی اسفنجی‌شکل مانند نوع گاوی (که به بیماری جنون گاوی نیز معروف است)، در راسو، گربه‌سانان و حیوانات سم‌دار اشاره کرد.

### مستقیم
بیماری می‌تواند از طریق تماس مستقیم مانند قرار گرفتن در معرض خون آلوده، مخاط، شیر (در پستانداران)، بزاق یا مایعات جنسی مانند ترشحات واژن و منی، از ارگانیسمی به ارگانیسم دیگر منتقل شود.
یک نمونه برجسته از عفونت مستقیم، تومور صورتی شیطان تاسمانی است، زیرا این کیسه‌داران در طول فصل تولید مثل بارها و بارها صورت سایر افراد را گاز می‌گیرند. این زخم‌های باز امکان انتقال از طریق خون و بزاق را در سوراخ بدن فراهم می‌کنند.

## تجارت حیات وحش
یکی از عوامل اصلی انتقال بیماری‌ها بین گونه‌ها در سال‌های اخیر، تجارت حیات‌وحش است؛ زیرا موجوداتی که به‌طور طبیعی با یکدیگر تماسی ندارند، در این شرایط به شکل غیرعادی در مجاورت هم قرار می‌گیرند. این وضعیت می‌تواند شامل مکان‌هایی مانند بازار تره‌بار یا تجارت غیرقانونی حیوانات زنده و مرده و اعضای بدن آن‌ها باشد.
شاخص‌ترین نمونه از تأثیر تجارت حیات‌وحش بر سلامت انسان و جانوران، بیماری کووید-۱۹ است که منشأ آن به بازاری در شهر ووهان چین بازمی‌گردد. گرچه گونه اولیه ناقل این ویروس همچنان مورد بحث است و به دلیل تنوع گونه‌های موجود در بازار، شناسایی دقیق آن دشوار بوده، اما تحقیقات جدید خفاش و پانگولین را از فهرست ناقلان اولیه احتمالی حذف کرده‌اند، با وجود آن‌که در ابتدا انگشت اتهام به سوی آن‌ها نشانه رفته بود.

## حفاظت

### جمعیت‌های رو به کاهش
وقتی یک همه‌گیری جمعیتی از موجودات زنده را درگیر می‌کند، از بین رفتن افراد می‌تواند برای جمعیت‌های شکننده یا از هم پاشیده مضر باشد. بسیاری از بیماری‌های همه‌گیر، جمعیت موجودات میزبان خود را تا حد زیادی کاهش داده‌اند، و برخی حتی احتمال قرار گرفتن در معرض خطر انقراض یا انقراض را افزایش داده‌اند.

#### اپیدمی‌های قابل توجه که گونه‌ها را تحت تأثیر قرار داده‌اند
- بیماری مزمن تحلیل برنده در گوزن، چه وحشی و چه در اسارت
- آنفولانزا و انواع آن (مرغی و خوکی) به ترتیب پرندگان و خوک‌ها را تحت تأثیر قرار می‌دهند.
- سندرم بینی سفید در خفاش‌ها
- قارچ‌های کیتریدبیماری قارچ دیگچه‌ای دوزیستان
- تومورهای صورت در شیطان‌های تاسمانی
- فیبروپاپیلوماتوز در لاک پشت‌های دریایی
- بیماری چرخش در ماهی‌های مختلف مانند قزل‌آلا و ماهی آزاد

#### گونه‌های قابل توجهی که از بیماری‌های همه‌گیر بهبود یافتند
- سگ‌سانانی مانند روباه و کایوت به‌طور پیوسته از جرب بهبود یافتند
- راسوهای پا سیاه که از طاعون سیلواتیک نجات یافتند
- توتیای دریایی که از یک انگل مژک‌دار نجات یافتند
- بیماری مشترک بین انسان و دام
- همه‌گیر
- مدیریت حیات وحش